# 明智開發
明智開發（英語：Smart growth，又稱聰明成長或智慧成長，大陸譯作精明增長）是一個城市規劃和交通運輸理論，意指城市之成長宜集中在市中心以避免城市延伸，且土地利用應住商混合、交通導向、行人優先，並對單車友善。著重永續性多於短期利益。「明智開發」主要用於北美，在歐洲，與之類似的概念是紧凑城市。

## 原則
其原則包含以下十項：
- 混合土地利用
- 創造適合步行的鄰里環境
- 提供多樣的交通模式選擇
- 保育開放空間、農地、自然景觀及重要環境敏感地區
- 創造多元的住宅機會與選擇
- 創造具有地方意識與特色引人的社區
- 鼓勵社區組織及相關利益主體參與開發決策
- 加強並引導開發活動至現有社區
- 高密度利用的建築設計
- 使開發決策具有可預期性、公平性及成本效益

## 目標
長遠目標：
- 令居民對城市有歸屬感
- 增加交通、就業及住屋選擇
- 公平地分配發展所帶來的利益和損失
- 保護自然及文化資源
- 促進公共衛生

## 外部連結
- What is smart growth? （页面存档备份，存于） - Smart Growth America （英文）